# QCDA
 (mai 2008).
Si vous disposez d'ouvrages ou d'articles de référence ou si vous connaissez des sites web de qualité traitant du thème abordé ici, merci de compléter l'article en donnant les références utiles à sa vérifiabilité et en les liant à la section « Notes et références ».
Le QCDA (Objectif QCDA) est l'abréviation francophone des 4 préoccupations permanentes à considérer dans la gestion de projet et pour argumenter de la faisabilité d'un projet : qualité, coût, délai, et attention portée au client.

## Enjeux du QCDA
Le coût est une préoccupation traditionnelle du management, car par sa limitation, il est possible d'assurer des stratégies de low cost ou plus simplement améliorer la rentabilité de l'entreprise. La qualité assure la fidélité des clients et l'image de marque de l'entreprise.
Ce qui est particulièrement spécifique au projet est la notion de délai qui est une contrainte inhérente aux projets.

## Démarche d'utilisation
Au cours de la réalisation d'un projet il est nécessaire de garder en permanence 4 problèmes à l'esprit :
- Qualité (le projet doit répondre aux normes de qualité et de performances prédéfinies) ;
- Coût (le projet doit être mené à bien pour un coût le plus bas possible) ;
- Délai (le délai de livraison doit être le plus court possible) ;
- Attention portée au client.